# François Roberday

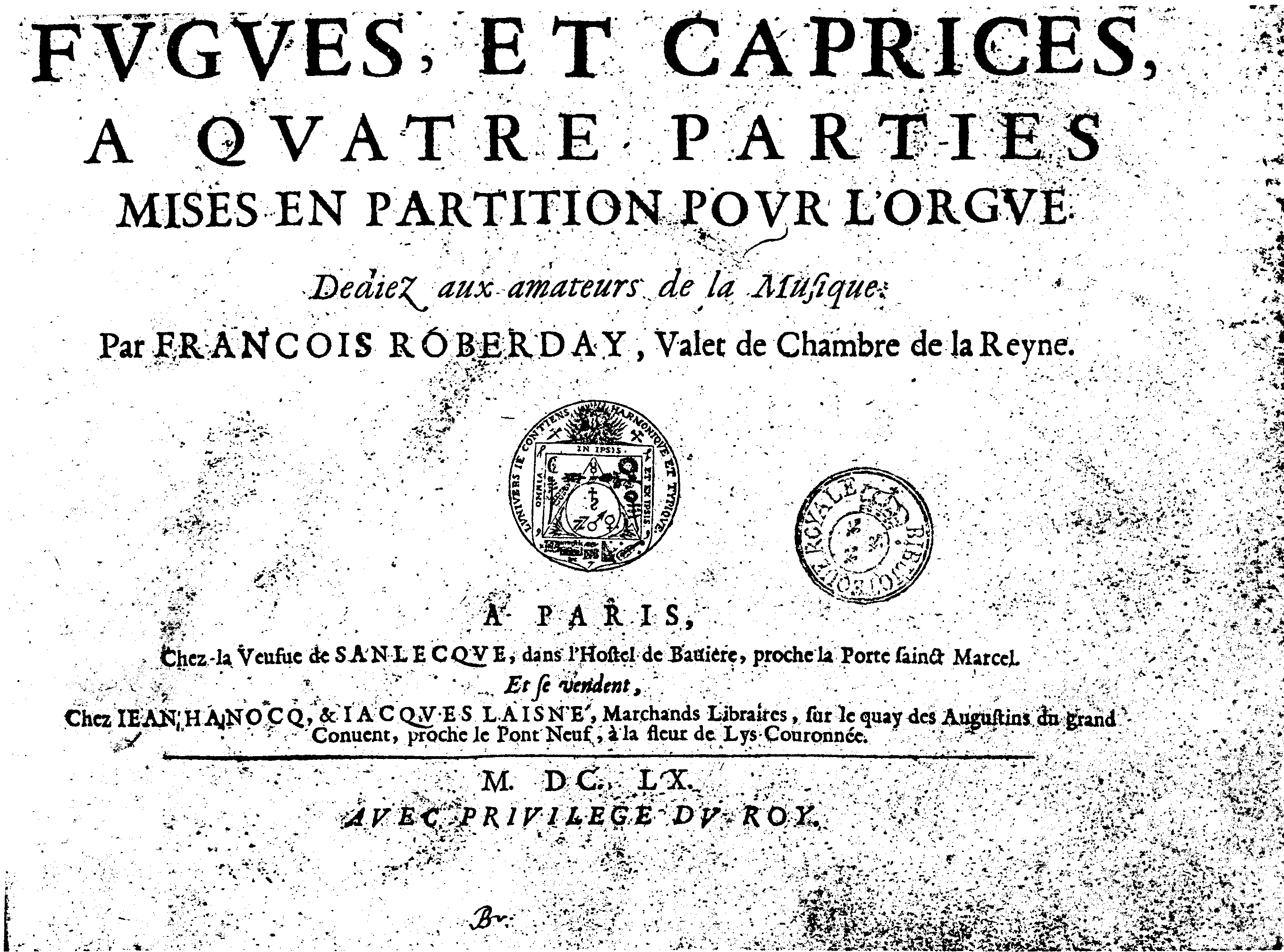
Titelblatt der Erstausgabe der Fugues et caprices (Fugen und Capricen)

François Roberday (* 11. März 1624 in Paris; † 13. Oktober 1680 in Auffargis bei Rambouillet) war ein französischer Komponist und Organist des Barock.

## Leben und Wirken
François Roberday war der Sohn eines angesehenen Goldschmiedes, der selbst Goldschmied des Königs, er erhielt 1650 den Titel „orfèvre du roi“. Er kaufte 1659 die Stelle eines Kammerdieners der Regentin Anna von Österreich. Sein Schwager war der Cembalist Jean-Henri d’Anglebert. 
Gleichzeitig war Roberday Organist in den Pfarreien Notre-Dame-des-Victoires und „les Petits-Pères“ in Paris. Er hatte den Ruf zu den besten Protagonisten der französischen Orgelschule zu gehören. Zu seinen Schülern zählt Jean-Baptiste Lully.

## Werke
Seine Sammlung „Fugues et Caprices à 4 parties“ (Fugen und Capricen zu 4 Stimmen) für Orgel enthält Fugen, deren Themen Roberday Werken von Girolamo Frescobaldi, Johann Jakob Froberger, Francesco Cavalli, Wolfgang Ebner und anderen, sowie bei zeitgenössischen Landsleuten entlehnte. Seine Orgelstücke, die nicht dem liturgischen Gebrauch zugedacht waren, gehören zu den letzten der polyphonen Tradition in Frankreich.